# میشائیل ملینر
میشائیل ملینر (آلمانی: Michael Mellinger; ۳۰ مهٔ ۱۹۲۹ – ۱۷ مارس ۲۰۰۴) هنرپیشه اهل آلمان بود.

## فیلم‌شناسی
- پنجه طلایی (۱۹۶۴) - Kisch
- ادامه بده… تا بالای خیبر (۱۹۶۸) - Chindi
- سوراخ سوزن (۱۹۸۱) - Portuguese Man
- تعالی (۱۹۸۳) - Schulz
- گلادیاتور (۲۰۰۰) - Trainer 2 (extended edition)
- شارلوت گری (۲۰۰۱) - Old Man Roudil
- چیزهای زیبای کثیف (۲۰۰۲) - German Man